# Rakesh Sharma
Rakesh Sharma Rikki (Patiala, 1949. január 13.) indiai űrhajós, az Interkozmosz űrkutatási program egyik tagja.

## Életpálya
Az indiai légierő tesztpilótája. 1982. szeptember 20-tól részesült űrhajóskiképzésben. Összesen 7 napot, 21 órát és 40 percet töltött a világűrben. Űrhajós pályafutását 1984. április 11-én fejezte be. 1987-ben csatlakozott Hindustan Aeronautics Limitedhez (HAL), 2001-ben vonult vissza a repüléstől.

## Űrrepülések
Szojuz T–11 fedélzetén három űrhajós indult a Szaljut–7 űrállomásra, Jurij Vasziljevics Malisev parancsnok, Gennagyij Mihajlovics Sztrekalov fedélzeti mérnök, valamint India első űrhajósa. A visszafelé a Szojuz T–10 űrhajóval érkeztek a Földre.

## Tartalék személyzet
- Anatolij Nyikolajevics Berezovoj tartalék parancsnok
- Georgij Mihajlovics Grecsko tartalék fedélzeti mérnök
- Ravish Malhotra tartalék kutató-pilóta

## Kitüntetések
Megkapta a külföldieknek adható a Szovjetunió Hőse kitüntetést.